# Анна Селеш
Анна Селеш (угор. Széles Anna; нар.. 24 серпня 1942, Орадя, Румунія) — угорська і румунська акторка театру і кіно.

## Біографія
Анна Селеш у 1965 році закінчила Театральний інститут у Тиргу-Муреше. Грала в Угорському театрі міста Клуж-Напока у п'єсах Вільяма Шекспіра, Мольєра, Карло Гольдоні, Максима Горького, Антона Чехова, Еде Сіглігеті.
В кіно Анна Селеш почала зніматися у 1963 року. Вперше — у фільмі «Відпочинок біля моря». Також знімалася у провідних румунських і угорських режисерів. Будучи етнічною угоркою, часто приїздила для зйомок в Угорщину, поки в 1989 році остаточно не переїхала на історичну Батьківщину.
У 1975—1985 роках Анна Селеш була одружена з актором Флоріном Пьєрсіком.

## Фільмографія

### Акторка
- 1963 — Відпочинок біля моря / Vacanța la mare
- 1964 — Віккохання / La vârsta dragostei
- 1964 — Ліс повішених / Pădurea spânzuraţilor — селянка Ілона
- 1966 — Привиди квапляться / Fantomele se grăbesc
- 1966 — Під сузір'ям Діви / Zodia Fecioarei — Діта
- 1966 — / Meandre — Ліа, кохана Джилу
- 1968 — Бал у суботу ввечері / Balul de sîmbătă seara — Ліа
- 1968 — Молодість без старості / Tinereţe fără bătrâneţe — принцеса
- 1968 — Їдуть велосипедисти / Vin cicliștii — Ана
- 1969 — Пекельна пристань / Pokolrév — Марія Пілле (Угорщина)
- 1969 — Канарка і буря / Canarul şi viscolul
- 1970 — Вишукана угорська комедія / Szép magyar komédia — Христина (Угорщина)
- 1971 — Агнець божий / Égi bárány — Szõke lány (Угорщина)
- 1974 — Штефан Великий — 1475 рік / Ştefan cel Mare — Vaslui 1475 — Marușca, fiica lui Iațco Hudici
- 1974 — З доброї волі і без примусу / De bună voie și nesilit de nimeni
- 1975 — Еліксир молодості / Elixirul tinereţii
- 1975 — Тут не пройти / Pe aici nu se trece — студентка Пекла
- 1977 — Я, ти і… Овідій / Eu, tu, şi... Ovidiu
- 1984 — Срібна маска / :ro: Masca de argint|Masca de argint — циганка
- 1991 — / A Tógyer farkasa (ТБ, Угорщина)
- 1991 — Наречена Сталіна / Sztálin menyasszonya (Угорщина)
- 1994 — / Ábel a rengetegben — донька Абеля (телесеріал, Угорщина)
- 1996 — Підкорення / Honfoglalás (Угорщина)
- 2001 — Священна корона / Sacra Corona — шинкарка (Угорщина)
- 2009 — І на восьмий день / És a nyolcadik napon — бабуся (ТБ, Угорщина)